# آندری پوپوویچ
آندری پوپوویچ (اوکراینی: Андрій Володимирович Попович؛ زادهٔ ۴ مارس ۱۹۹۲) بازیکن فوتبال اهل جمهوری آذربایجان است.
از باشگاه‌هایی که در آن بازی کرده‌است می‌توان به باشگاه فوتبال باکو، باشگاه فوتبال توران توووز، باشگاه فوتبال متالورگ دونتسک، باشگاه فوتبال قبله، باشگاه فوتبال آب‌شوران، و باشگاه فوتبال سومقاییت اشاره کرد.
وی همچنین در تیم‌های ملی فوتبال زیر ۱۷ سال جمهوری آذربایجان، زیر ۱۹ سال جمهوری آذربایجان، زیر ۲۱ سال جمهوری آذربایجان، و جمهوری آذربایجان بازی کرده‌است.